# Episodi di Wifi Society
La prima e unica stagione della serie televisiva Wifi Society, composta da 30 episodi, è andata in onda su One31 dal 1º marzo al 27 settembre 2015.
| n° | Titolo originale          | Prima TV          |
| -- | ------------------------- | ----------------- |
| 1  | Hunt                      | 1 marzo 2015      |
| 2  | Forget to Forget          | 8 marzo 2015      |
| 3  | My Bed Friend 1/2         | 15 marzo 2015     |
| 4  | My Bed Friend 2/2         | 22 marzo 2015     |
| 5  | In Relationship           | 29 marzo 2015     |
| 6  | Gray Secret               | 5 aprile 2015     |
| 7  | Truth Never Dies          | 12 aprile 2015    |
| 8  | Be My Dad                 | 19 aprile 2015    |
| 9  | Loser Lover 1/2           | 26 aprile 2015    |
| 10 | Loser Lover 2/2           | 3 maggio 2015     |
| 11 | The Horror Home 1/2       | 10 maggio 2015    |
| 12 | The Horror Home 1/2       | 17 maggio 2015    |
| 13 | Be Another Me             | 24 maggio 2015    |
| 14 | Behind the Gold Medal     | 31 maggio 2015    |
| 15 | 15 Years Later 1/2        | 7 giugno 2015     |
| 16 | 15 Years Later 2/2        | 14 giugno 2015    |
| 17 | Keep in Touch 1/2         | 21 giugno 2015    |
| 18 | Keep in Touch 2/2         | 28 giugno 2015    |
| 19 | Secret Song               | 5 luglio 2015     |
| 20 | Secret in the Paper Plane | 12 luglio 2015    |
| 21 | Little Light              | 19 luglio 2015    |
| 22 | Another Chance            | 26 luglio 2015    |
| 23 | Net Idol                  | 2 agosto 2015     |
| 24 | Coming Home               | 9 agosto 2015     |
| 25 | Empty Night               | 23 agosto 2015    |
| 26 | 32-34                     | 30 agosto 2015    |
| 27 | Oh My Wife...             | 6 settembre 2015  |
| 28 | Just Only You...          | 13 settembre 2015 |
| 29 | Because of You            | 20 settembre 2015 |
| 30 | Close to You              | 27 settembre 2015 |

## Hunt
- Cast: Unnop Thongborisut, Napasasi Surawan, Yong Armchair, Oranicha Krinchai, Nattharat Kornkaew, Jirantanin Pitakporntrakul

## Forget to Forget
- Cast: Aungoont Thanasapcharoen, Sirimad Chuenwithaya, Nutnicha Luanganunkun

## My Bed Friend 1/2
- Cast: Sheranut Yusanonda, Daweerit Chullasapya

## My Bed Friend 2/2
- Cast: Sheranut Yusanonda, Daweerit Chullasapya

## In Relationship
- Cast: Kwang ABnormal, Pakakanya Charoenyos

## Gray Secret

Frame (Nawat Phumphothingam) ed Earth (Korn Khunatipapisiri), i due protagonisti dell'episodio

- Cast: Nawat Phumphothingam, Korn Khunatipapisiri, Piya Wimouktayon

### Trama
Frame ed Earth sono amici intimi dai tempi del college. Un giorno, Earth presenta a Frame il suo fidanzato, Non, più vecchio di lui di 22 anni; i due hanno una vita felice, si prendono cura l'uno dell'altro e si amano, e a Frame è chiaro che i due fanno sul serio.
Il giorno del compleanno della madre del suo amico Bank, Frame va a casa di quest'ultimo per un lavoro di gruppo e rimane scioccato nello scoprire che il padre del ragazzo altri non è che Non, il fidanzato di Earth.

## Truth Never Dies
- Cast: Nalintip Permpattarasakul, Pitisak Yaowananon

## Be My Dad
- Cast: Rueangrit Siriphanit, Natbpapat Teeradaytpitak

## Loser Lover 1/2
- Cast: Sumonthip Leuanguthai, Suwikrom Amaranon

## Loser Lover 2/2
- Cast: Sumonthip Leuanguthai, Suwikrom Amaranon

## The Horror Home 1/2
- Cast: Pongphan Petchbuntoon, Thanakorn Chinakul, Jumpol Adulkittiporn

- Cast: Pongphan Petchbuntoon, Thanakorn Chinakul, Jumpol Adulkittiporn

## Be Another Me
- Cast: Danupron Yaatuam, Watanya Bangokchagaan

## Behind the Gold Medal
- Cast: Guntee Pitithan, Wittawin Weerapong, Chadaataan Daangun

## 15 Years Later 1/2
- Cast: Nachjaree Horvejkul, Chanon Santinatornkul, Primrata Dejudom, Akkarin Akaranithimetrath

## 15 Years Later 2/2
- Cast: Nachjaree Horvejkul, Chanon Santinatornkul, Primrata Dejudom, Akkarin Akaranithimetrath

## Keep in Touch 1/2
- Cast: Wichayanee Pearklin, Sunny Burns

## Keep in Touch 2/2
- Cast: Wichayanee Pearklin, Sunny Burns

## Secret Song
- Cast: Aye Sarunchana, Kittisak Patomburana, Patty Khemika

## Secret in the Paper Plane
- Cast: Lapisara Intarasut, Pumipat Paiboon, Akeburud Sophon

### Trama
Aom è innamorata di un ragazzo, e lo scrive in segreto su di un aeroplano di carta, finché un giorno un ragazzo lo trova. Wind e Jo sono buoni amici fin dall'infanzia, ma ad entrambi piace Aom. I tre ragioneranno su cosa sia più importante tra amore ed amicizia.

## Little Light
- Cast: Kritsanapoom Pibulsonggram, Poramaporn June, Pilaiporn Supinchompoo

## Another Chance
- Cast: Rita Ramnarong, Leo Saussay

## Net Idol
- Cast: Sakuntala Thianphairot, Chatchawalit Sirisap

## Coming Home
- Cast: Thongpoom Siripipat, Vasana Chalakorn

## Empty Night
- Cast: Oranicha Krinchai, Dew Alongkorn

## 32-34
- Cast: Ying Linpita, Purim Rattanaruangwattana

## Oh My Wife...
- Cast: Passakorn Ponlaboon, Vonthongchai Intarawat

## Just Only You...
- Cast: Apinya Sakuljaroensuk, Chittrin Kunkanlayadi

## Because of You
- Cast: Mintita Wattanakul, Nisachon Siothaisong

## Close to You
- Cast: Nara Thepnupa, Jakarin Puribhat